# Tipula (Pterelachisus) bakeri
Tipula (Pterelachisus) bakeri is een tweevleugelige uit de familie langpootmuggen (Tipulidae). De soort komt voor in het Nearctisch gebied.